# All In (2024)
All In 2024, también conocido como All In London at Wembley Stadium o simplemente All In London, fue un evento pago por visión (PPV) de lucha libre profesional producido por la promoción estadounidense All Elite Wrestling (AEW). Fue el segundo evento All In anual de AEW, y el tercer All In en general. El evento tuvo lugar el 25 de agosto de 2024 en el Estadio de Wembley en Londres, Inglaterra, coincidiendo con el fin de semana festivo de agosto en el Reino Unido.
El evento contó con el debut en AEW del exluchador de la WWE Ricochet, el regreso de Jamie Hayter, quien había estado de baja por una lesión desde mayo de 2023, y la aparición de Sting. El evento también contó con el regreso al ring del luchador inglés Nigel McGuinness luego de su retiro en 2011 y su posterior transición a comentarista.

## Producción

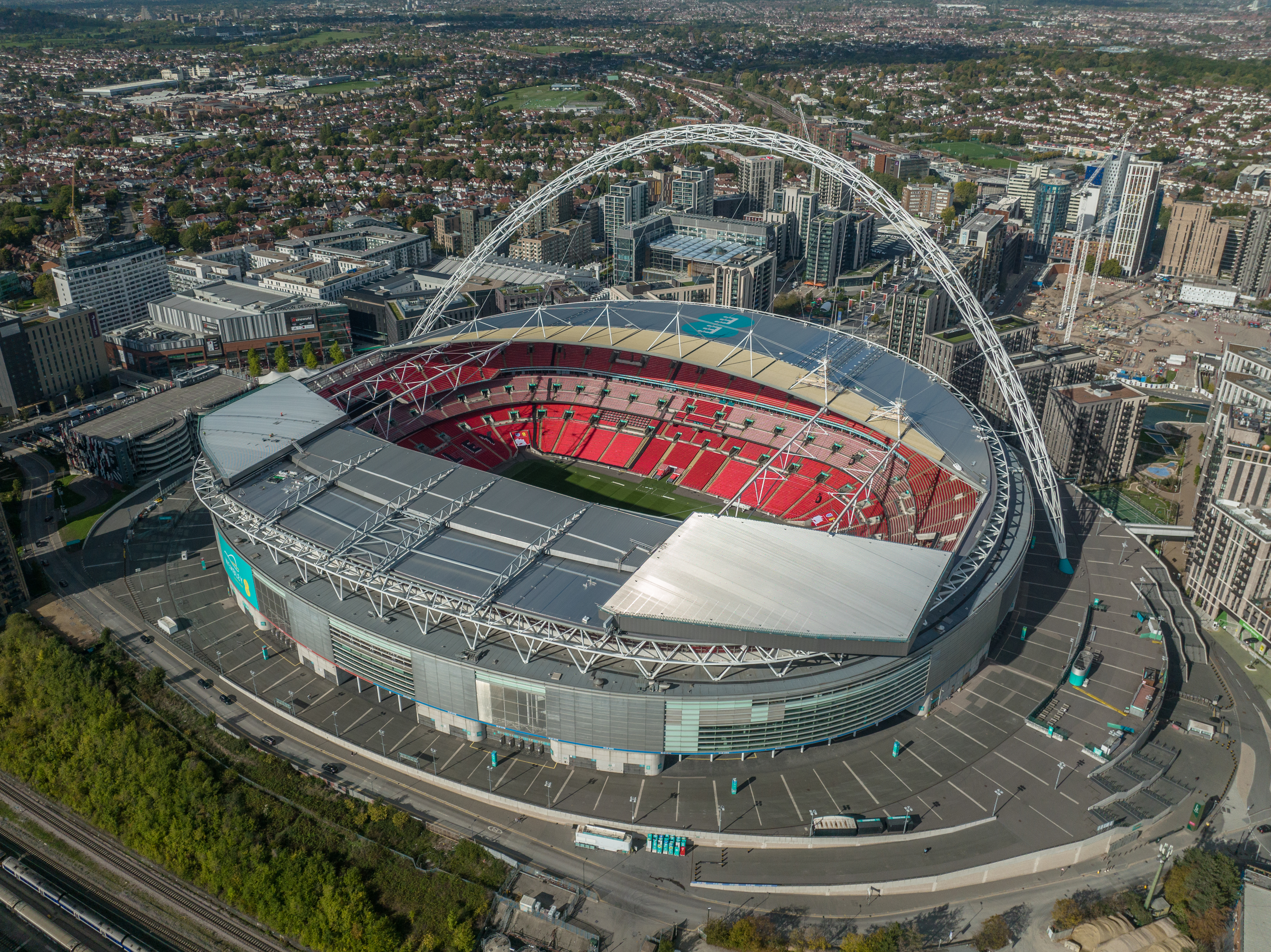
El evento se celebró en el Estadio de Wembley en Londres, Inglaterra por segundo año consecutivo.

All In se celebró inicialmente como un evento PPV (pago por visión) de lucha libre profesional independiente en septiembre de 2018, y fue producido por miembros de The Elite en asociación con Ring of Honor (ROH), que conservó los derechos de All In. El evento inspiró la formación de la promoción estadounidense All Elite Wrestling (AEW) en enero de 2019, y después de que el presidente de AEW, Tony Khan, comprara ROH en marzo de 2022, AEW revivió All In como su primer evento PPV celebrado en el Reino Unido, que tuvo lugar durante el fin de semana festivo de agosto de 2023 en el Estadio de Wembley en Londres, Inglaterra. Al concluir el evento de 2023, AEW anunció que All In regresaría al estadio de Wembley el 25 de agosto de 2024. Entradas para el evento salieron a la venta el 1 de diciembre de 2023.
El día antes del evento, el sábado 24 de agosto, AEW organizó un evento para fanes llamado All In Celebration. El evento se llevó a cabo en Boxpark Wembley y contó con música, acceso anticipado a productos de All In y varios espectáculos en el escenario, entrevistas y contenido presentando a varios luchadores de AEW.

## Antecedentes
La Owen Hart Cup es un torneo anual de lucha libre profesional organizado por AEW en asociación con The Owen Hart Foundation en honor a Owen Hart. Consiste en dos torneos de eliminación directa, uno masculino y otro femenino, y los respectivos ganadores reciben un trofeo llamado «The Owen», así como un cinturón de campeonato conmemorativo. Durante Double or Nothing del 26 de mayo, el presidente de AEW Tony Khan y la viuda de Owen, Martha, anunciaron que los respectivos ganadores de la copa de 2024 también ganarían una lucha por el campeonato mundial de su división en All In. Ambas finales del torneo tuvieron lugar en el episodio del 10 de julio de Dynamite en la ciudad natal de Owen, Calgary, Alberta, Canadá.
El torneo femenino de la Owen Hart Cup fue ganado por Mariah May. Después de perder el Campeonato Mundial Femenino de AEW en Dynamite 200 en agosto de 2023, Toni Storm experimentó un cambio de personaje; su nueva personalidad era la de una estrella paranoica de la Edad de Oro de Hollywood, similar al personaje de Norma Desmond en la película de 1950 Sunset Boulevard. Storm asumiría el epíteto de «Timeless» Toni Storm a partir de octubre de 2023, y estaría acompañada por su «mayordomo» Luther, quien interpretaba un papel similar al de Max von Mayerling, el mayordomo de Desmond en Sunset Boulevard. En noviembre, la luchadora de World Wonder Ring Stardom, Mariah May, debutó como una «superfan» de Storm; aunque inicialmente despreció a May, Storm luego la tomó como su  «aprendiz» y «suplente», y Storm recuperó el Campeonato Mundial Femenino de AEW en Full Gear ese mes. Posteriormente, en Revolution en marzo de 2024, May adoptó el antiguo gimmick de «estrella de rock» de Storm. A lo largo de los meses siguientes, la relación de Storm y May desarrolló tintes románticos y, como regalo, Storm inscribió a May en la Owen Hart Cup: May derrotaría a la ganadora de 2023, Willow Nightingale, en la final del torneo para ganar un combate contra Storm por el Campeonato Mundial Femenino de AEW en All In. Después del combate, May se volvió contra Storm, golpeándola con el cinturón del campeonato de la Owen Hart Cup y dejándola ensangrentada en el proceso; esto alineó explícitamente la personalidad de May con el personaje de Eve Harrington en la película de 1950 All About Eve, cuya principal ambición en la película era suplantar a Margo Channing, otra inspiración para el personaje de Storm, como estrella de Hollywood. Posteriormente, May adoptó el epíteto de «The Glamour» Mariah May.
El torneo masculino de la Owen Hart Cup fue ganado por Bryan Danielson. Danielson, quien hizo su debut en AEW en All Out 2021, previamente había desafiado por el Campeonato Mundial de AEW en Revolution 2023, pero no tuvo éxito en la pelea. En una entrevista tras bastidores en el siguiente Dynamite, Danielson insinuó un posible retiro; dijo que la lucha por el campeonato le hizo darse cuenta de que estaba poniendo la lucha libre por delante de su familia. En el episodio del 9 de septiembre de 2023 de Collision, Danielson confirmó que 2024 sería su último año como luchador a tiempo completo. A lo largo del año siguiente, Danielson sufriría una racha de derrotas en combates importantes, que incluyeron perder en el torneo Continental Classic de 2023, derrotas en combates individuales de alto perfil en los eventos Wrestle Kingdom 18 de New Japan Pro-Wrestling (NJPW) y Dynasty de AEW, y estar en el equipo perdedor en el combate Anarchy in the Arena en Double or Nothing. Como resultado, en el episodio del 6 de junio de Dynamite, Danielson se convirtió en el primer luchador en declararse para la Copa Owen Hart 2024 y prometió «irse en la cima». Danielson luego ganaría el torneo, derrotando «Hangman» Adam Page, quien buscaba venganza contra su rival, el entonces campeón mundial de AEW Swerve Strickland, en la final del torneo. En el episodio del 31 de julio de Dynamite, Danielson dijo que si no derrotaba a Strickland y ganaba el Campeonato Mundial de AEW en All In, nunca volvería a luchar; posteriormente acordaron que la estipulación sería un Title vs. Career match.
El 17 de julio en Dynamite 250, MJF derrotó a Will Ospreay para ganar el Campeonato Internacional de AEW. La semana siguiente, MJF tiró el cinturón del Campeonato Internacional a la basura y lo reemplazó por su propio cinturón de campeonato personalizado, al que rebautizó extraoficialmente como Campeonato Americano. Ospreay lo interrumpió y anunció que se enfrentaría a MJF en una revancha por el título en All In. En el episodio del 31 de julio, Ospreay dijo que después de recuperar el título, lo restauraría como Campeonato Internacional.
En Double or Nothing, Darby Allin se unió a Team AEW contra The Elite, pero Team AEW fue derrotado por The Elite en el combate Anarchy in the Arena, un combate en el que Allin prendió fuego al miembro de The Elite, Jack Perry, con un lanzallamas. Después de tomar una breve pausa, Allin regresó en el episodio del 10 de julio de Dynamite y atacó al miembro de Elite, Brandon Cutler, para enviar una advertencia a The Elite. Allin se unió nuevamente al equipo AEW contra The Elite para el Blood and Guts match en Dynamite: Blood and Guts. Team AEW ganó gracias a que Allin hizo que The Elite se rindiera al amenazar con prender fuego a Perry, a quien Allin había esposado a la jaula, mientras que al mismo tiempo hizo que The Elite aceptara darle una lucha contra Perry por el Campeonato TNT de AEW en All In. Después de una pelea detrás del escenario en el episodio del 14 de agosto, Perry declaró que defendería el título contra Allin en un Coffin match, que se hizo oficial.
Después de que Mercedes Moné retuvo el Campeonato TBS de AEW en Forbidden Door, donde simultáneamente ganó el Campeonato Femenino de NJPW STRONG, la celebración de Moné fue interrumpida por el regreso Dr. Britt Baker, D.M.D., quien había estado de baja desde septiembre de 2023. En el siguiente Dynamite, Baker explicó que había estado fuera durante 10 meses debido a un diagnóstico de un accidente isquémico transitorio. Luego fue interrumpida por Moné, después de lo cual Baker desafió a Moné a un combate por el campeonato en All In, pero Moné se negó. Sin embargo, después de un enfrentamiento entre ambas durante el panel de AEW en la Comic-Con de San Diego el 25 de julio, Tony Khan programó oficialmente a Moné para defender el Campeonato TBS contra Baker en All In.

## Resultados
- Zero Hour: Tommy Billington, Kip Sabian, Rocky Romero, Kyle Fletcher, Lio Rush, Action Andretti & Top Flight (Darius Martin & Dante Martin) (con Don Callis) derrotaron a Jay Lethal, Satnam Singh, Anthony Ogogo, Ari Daivari, Private Party (Isiah Kassidy & Marq Quen) & The Dark Order (Alex Reynolds & John Silver) (con Evil Uno & Sonjay Dutt) (11:35).[30][31]
  - Dante cubrió a Daivari después de un «Shooting Star Press».
- Zero Hour: Willow Nightingale & Tomohiro Ishii derrotaron a Kris Statlander & Stokely Hathaway (8:10).[30][32][33]
  - Ishii cubrió a Hathaway después de un «Sliding Lariat».
  - Como resultado, Nightingale podrá elegir la estipulación de su lucha contra Statlander en All Out.
- Zero Hour: Dustin Rhodes, Sammy Guevara, Katsuyori Shibata & The Von Erichs (Marshall & Ross Von Erich) (con Kevin Von Erich) derrotaron a The Undisputed Kingdom (Matt Taven & Mike Bennett) & Cage of Agony (Brian Cage, Bishop Kaun & Toa Liona) (11:10).[30][34]
  - Rhodes cubrió a Taven después de un «Cross Rhodes».
- PAC & Blackpool Combat Club (Claudio Castagnoli & Wheeler Yuta) derrotaron a The Patriarchy (Christian Cage, Killswitch & Nick Wayne) (c) (con Shayna Wayne), The Bang Bang Gang (Juice Robinson, Austin Gunn & Colten Gunn) y House of Black (Malakai Black, Brody King & Buddy Matthews) en un London Ladder Match y ganaron el Campeonato Mundial de Tríos de AEW (18:50).[35][36]
  - Blackpool Combat Club ganaron la lucha después de que PAC descolgara los campeonatos.
  - Durante la lucha, Shayna interfirió a favor de The Patriarchy.
- Mariah May derrotó «Timeless» Toni Storm (con Luther) y ganó el Campeonato Mundial Femenino de AEW (15:15).[35][37]
  - May cubrió a Storm después de un «Storm Zero».
  - Durante la lucha, Luther interfirió a favor de Storm.
- Hook derrotó a Chris Jericho (con Big Bill & Bryan Keith) en un London Street Fight y ganó el Campeonato FTW (10:15).[35][38]
  - Hook forzó a Jericho a rendirse con un «Redrum».
  - Durante la lucha, Bill y Keith interfirieron a favor de Jericho, mientras que Tazz lo hizo a favor de Hook.
  - Si Hook perdía, no habría podido volver a luchar por el campeonato mientras Jericho fuera campeón.
  - Jericho realizó su entrada acompañado de Fozzy, quienes cantaron su tema en vivo.
- The Young Bucks (Matthew Jackson & Nicholas Jackson) derrotaron a FTR (Cash Wheeler & Dax Harwood) y The Acclaimed (Anthony Bowens & Max Caster) (con Billy «Daddy Ass») y retuvieron el Campeonato Mundial en Parejas de AEW (12:05).[35][39]
  - Nicholas cubrió a Bowens después de un «EVP-Trigger».
  - Después de la lucha, Grizzled Young Veterans hicieron su debut atacando a FTR.
- Christian Cage ganó el Casino Gauntlet Match y una oportunidad por el Campeonato Mundial de AEW (26:00).[35][40]
  - Cage cubrió a Kyle O'Reilly después de un «Chokeslam» de Killswitch.
  - Los demás participantes fueron (por orden de entrada): Orange Cassidy, Kazuchika Okada, Nigel McGuinness, Zack Sabre Jr., Roderick Strong, Mark Briscoe, «Hangman» Adam Page, Jeff Jarrett, Ricochet y Killswitch.
- Will Ospreay derrotó a MJF y ganó el Campeonato Internacional de AEW (25:50).[35][41]
  - Ospreay cubrió a MJF después de un «Tiger Driver 91».
  - Durante la lucha, Daniel Garcia atacó a MJF.
  - Esta lucha fue calificada con 5 estrellas por el periodista Dave Meltzer.[42]
- Mercedes Moné (con Kamille) derrotó Dr. Britt Baker D.M.D. y retuvo el Campeonato TBS de AEW (17:25).[35][43]
  - Moné cubrió a Baker después de un «Moné Maker».
  - Durante de la lucha, Kamille interfirió a favor de Moné, siendo expulsada por el árbitro.
- Jack Perry derrotó a Darby Allin en un Coffin Match y retuvo el Campeonato TNT de AEW (10:40).[35][44]
  - Perry ganó la lucha después de encerrar a Allin en el ataúd.
  - Después de la lucha, Perry y The Young Bucks trataron de quemar a Allin, pero fueron detenidos por Sting.
- Bryan Danielson derrotó a Swerve Strickland en un Title vs. Career Match y ganó el Campeonato Mundial de AEW (26:00).[35][45]
  - Danielson forzó a Strickland a rendirse con un «LeBell Brutalizer».
  - Durante la lucha, Prince Nana interfirió a favor de Strickland, pero fue detenido por «Hangman» Adam Page.
  - Después de la lucha, Danielson celebró junto a su esposa e hijos, Claudio Castagnoli, Wheeler Yuta y PAC.
  - Si Danielson perdía, debía retirarse de la lucha libre profesional.
  - Después de la lucha, se anunció que All In 2026 se realizará en el mismo escenario.
  - Esta lucha fue calificada con 5.25 estrellas por el periodista Dave Meltzer.[42]